# 圆瓣虎耳草
圆瓣虎耳草（学名：Saxifraga rotundipetala）为虎耳草科虎耳草属下的一个种。

## 扩展阅读
- 維基物種上的相關：圆瓣虎耳草